# Științifico-fantasticul rus
Literatura științifico-fantastică și cea fantastică au făcut parte din literatura rusă din secolul al XIX-lea. Fantezia rusă s-a dezvoltat din tradițiile vechi de secole ale mitologiei și folclorului slav. Științifico-fantasticul rus a apărut la mijlocul secolului al XIX-lea și s-a dezvoltat până la epoca sa de aur în perioada sovietică, atât în cinematografie, cât și în literatură, cu scriitori ca frații Strugațki, Kir Bulîciov și Mihail Bulgakov. Regizorii sovietici, precum Nikita Mihalkov și Andrei Tarkovski, au produs, de asemenea, multe filme științifico-fantastice și fantastice. Odată cu căderea Cortinei de Fier, Rusia modernă a experimentat o renaștere a fanteziei. În afara granițelor rusești moderne, există un număr semnificativ de scriitori și regizori de limba rusă în Ucraina, Belarus și Kazahstan, care au avut o contribuție notabilă în domeniu.

## Terminologie
În limba rusă, fantasticul, științifico-fantasticul, literatura de groază și toate celelalte genuri conexe sunt considerate o parte a unui termen umbrelă mai mare, fantastika (фантастика), aproximativ echivalent cu „ficțiune speculativă”, aceste genuri sunt mai puțin divizate decât în Occident.
Termenul pentru științifico-fantastic în limba rusă este научная фантастика.

## Perioada imperială
În timp ce științifico-fantasticul nu a apărut în Rusia ca un gen coerent până la începutul secolului al XX-lea, multe dintre aspectele sale, cum ar fi utopia sau voiajul imaginar, se regăsesc în lucrările rusești anterioare.
Lucrare anticlericală a lui Fedor Dmitriev-Mamonov Un filozof nobil. Alegoria (Дворянин-философ. Аллегория, 1769) este considerată proto-științifico-fantastică. Este vorba despre un conte philosophique voltairean influențat de Micromégas.
Utopia a fost un gen major al ficțiunii speculative timpurii din Rusia. Prima utopie în limba rusă a fost o scurtă povestire scrisă de către Alexander Sumarokov (Александр Сумароков), „Un vis al societății fericite” (1759). Alte două utopii timpurii sub formă de călătorii imaginare sunt Cele mai noi călătorii (1784, Новейшее путешествие) de Vasily Levshin (Василий Левшин), de asemenea și prima lucrare rusească despre zborul spre Lună) și Călătorie spre țara lui Ophir a domnului S... un nobil suedez (Путешествие в землю Офирскую г. С., швецкого дворянина) de Mihail Șerbatov (Михаил Щербатов).
Romanul cavaleresc pseudo-istoric (modelat pe Aventurile lui Telemah de François Fénelon) creat de autori ca  Fyodor Emin, Mikhail Kheraskov, Pavel Lvov și Pyotr Zakharyin a fost de asemenea utopic. Noaptea antică a universului (Древняя ночь вселенной, или Странствующий слепец, 1807), un poem epic de Semion Bobrov, este prima lucrare a cosmismului rusesc. Unele dintre povestirile lui Faddei Bulgarin au loc în viitor, altele exploatează teme ca pământul gol și zborul spațial, la fel ca și Călătorille fantastice ale baronului Brambeus (Фантастические путешествия барона Брамбеуса) de Osip Senkovsky (Осип Сенковский).
În 1836,  Alexander Veltman a publicat Predki Kalimerosa: Aleksandr Filippovich Makedonskii (în rusă Предки Калимероса. Александр Филиппович Македонский). Acest roman rusesc este primul roman original științifico-fantastic din lume care prezintă călătoria în timp. În Predki Kalimerosa povestitorul ajunge în Grecia antică pe un hipogrif, aici îl întâlnește pe Aristotel și continuă să călătorească cu Alexandru cel Mare înainte de a se întoarce în epoca sa.

## Perioada sovietică
În Uniunea Sovietică, științifico-fantasticul a fost unul dintre cele mai populare genuri. Au avut loc seminarii science fiction pentru tineret și cluburi science fiction. Au fost publicate almanahuri cu povestirile unor autori începători - de exemplu, „Căutătorul”, „Lumea aventurilor”. Lucrări fantastice au fost publicate în reviste științifice populare, cum ar fi Știința și viața (Наука и жизнь), În întreaga lume (Вокруг света), Tehnica [pentru] tineret (Техника — молодёжи), Cunoașterea [este] Puterea (Знание — сила), Chimia și Viața (Химия и жизнь), Tânărul Tehnician (Юный техник) și Exploratorul din Ural (Уральский следопыт).
Romanul Generatorul de minuni (Генератор чудес) de Iuri Dolgușin, publicat în Tehnica - Revista pentru tineret (Техника — молодёжи, Tehnika molodioji, TM) înainte de al doilea război mondial, a avut un mare succes și a marcat o etapă importantă în dezvoltarea literaturii științifico-fantastice sovietice.

## Volume traduse în limba română
- Generatorul de minuni, roman de Iuri Dolgușin (1961)
- Legendele căpitanilor stelari, antologie de G. Altov (1962)
- Formula nemuririi: Povestiri științifico-fantastice sovietice (Формула бессмертия, Editura Tineretului, Colecția SF, 1967. Povestirile au fost traduse de Igor Block).